# Saints Row: Undercover
Saints Row: Undercover, originalmente titulado Saints Row: The Fall, es un videojuego de acción-aventura de mundo abierto de la serie Saints Row desarrollado por Mass Media Games y Savage Entertainment, y publicado por THQ para PlayStation Portable. Originalmente cancelado después de estar en desarrollo en 2009, Volition finalmente lanzó una versión de desarrollo del juego de forma gratuita en 2016, en formato ISO a través del sitio web Unseen64.

## Jugabilidad
El juego implica jugar como un policía encubierto corrupto en la ciudad de Stilwater, con el objetivo de completar varias misiones en la ciudad.
El juego presenta una jugabilidad de mundo abierto en un Stilwater reducido con personalización de personajes limitada al estilo de otros títulos de Saints Row.
La compilación de prueba es extremadamente problemática con gráficos de trabajo previo y sin textura emergente.

## Desarrollo
Este juego comenzó como una adaptación de Saints Row 2 de Mass Media Games y luego Savage Entertainment, ambos equipos externos fuera de Volition. Después de darse cuenta de que las limitaciones de la plataforma no permitirían un puerto completo del juego, se decidió que sería una nueva historia, llamada Saints Row: The Fall, que luego se cambió a Saints Row: Undercover. El juego finalmente se eliminó después de THQ y Volition revisaron una versión del juego y sintió que el juego hasta ahora no se ajustaba adecuadamente a la calidad de la serie.

## Curiosidades
- Este es el tercer juego cancelado conocido de Saints Row, junto con Saints Row: Money Shot y Saints Row: The Cooler.

- Este es uno de los pocos juegos que no incluye a Playa como personaje jugable.